# Залужне (Лубенський район)
Залу́жне —  село в Україні, у Оржицькій селищній громаді Лубенського району Полтавської області. Останній житель Рубан П.І. помер 30 липня 2021 року. До 2020 орган місцевого самоврядування — Яблунівська сільська рада.

## Географія
Село Залужне знаходиться на лівому березі річки Чумгак, вище за течією на відстані 3,5 км розташоване село Білоусівка (Золотоніський район), нижче за течією на відстані 2,5 км розташоване село Пилиповичі. Біля села протікає пересихаючий струмок з загатою. Колишня та найбільш вживана місцевими жителями назва села - Ярчино.

## Історія
12 червня 2020 року, відповідно до розпорядження Кабінету Міністрів України № 721-р «Про визначення адміністративних центрів та затвердження територій територіальних громад Полтавської області», село увійшло до складу Оржицької селищної громади.
19 липня 2020 року, в результаті адміністративно - територіальної реформи та ліквідації  Оржицького району, село увійшло до складу новоутвореного Полтавського району.